# 부조정실
부조정실(subcontrol room)은 스튜디오에서 텔레비전과 라디오 프로그램 제작, 관련된 스튜디오 카메라, 영상 모니터, 비디오 스위처, 녹화기, 특수 효과, 장치, 음성조정 장치, 플레이어와 조명 설비 등을 모든 장비를 조정하는 장소이기도 하다.